# Flora della Finlandia
La flora della Finlandia è estremamente ricca e varia ed è influenzata delle condizioni climatiche del paese.
Le foreste ricoprono il territorio per il 70%, con una maggior diversificazione di specie arboree nel sud del paese, dove crescono ontani, pioppi, aceri e olmi. Il nord della Finlandia è dominato dalle conifere e dalle betulle; degna di nota è la presenza del peccio finlandese, forma ibrida naturale tra il peccio rosso e il peccio siberiano.
In Finlandia sono presenti circa 1.200 tipi di piante differenti e circa 1.000 specie di licheni.
Tra fine maggio e settembre, vi è la produzione di frutti selvatici, quali uva ursina, fragole e mirtilli. In tale periodo, nel nord del paese, è presente il lampone artico.